# ماري تيريز دو شوازول
ماري تيريز فرانسواز دو شوازول (8 ديسمبر 1766 - 27 يوليو 1794) كانت نبيلة فرنسية وأميرة موناكو، تزوجت من الأمير جوزيف أمير موناكو في عام 1782.

## حياتها

شعارات الأميرة ماري تيريز أميرة موناكو.

كانت ابنة جاك فيليب دو شوازول، دوق ستاينفيل، وتيريز دو كليرمون، وابنة أخت إتيان فرانسوا دوق شوازول، رئيس وزراء لويس الخامس عشر. في 6 أبريل 1782 تزوجت من الأمير جوزيف أمير موناكو. ووُصف الزواج بأنه زواج سعيد.
تم ضم موناكو إلى فرنسا الثورية في مارس 1793، وأصبح أعضاء الأسرة الحاكمة السابقة مواطنين فرنسيين. أمضى زوجها في تلك الأثناء معظم وقته في الخارج للتفاوض على القروض الأجنبية، مما جعله مشتبهًا به في أنشطة مضادة للثورة، وبالتالي جعل الأسرة بأكملها مشتبهًا بكونهم خونة. لقد شارك في الواقع في الانتفاضة الملكية في فيندي. ألقي القبض على ماري تيريز دو شوازول في غياب زوجها، وكذلك والده وأخيه وزوجة أخته. اعتقلت ماري تيريز في باريس بتهمة التآمر، وسُجنت مع عائلتها في سجن سانت بيلاجي. وتُركت بناتها الصغيرات في رعاية مربيتهن.
لقد حكم عليها بالإعدام. ولتأخير الإعدام، تظاهرت بأنها حامل، لكن تبين أنها ليست حامل. واعترفت بأنها كذبت بشأن حملها، لكنها أوضحت أنها فعلت ذلك لتأخير تنفيذ حكم الإعدام لمدة يوم واحد فقط، حتى يكون لديها الوقت لقص شعرها وإعطائه لبناتها كذكرى، بدلاً من الاحتفاظ به. قُطع من قبل الجلاد. تقدمت بطلب للقاء أنطوان كوانتن فوكيه تينفيل، وأمضت يومها الأخير في غرفة الانتظار الخاصة به، لكنها اضطرت إلى المغادرة دون أن يكون لديها الوقت لمقابلته.
إعدامها في 27 يوليو هو إعدام آخر من الإعدامات الكثيرة في عهد الإرهاب بأستخدام المقصلة؛ في نفس اليوم، شهد رد الفعل التيرميدوري سقوطًا عنيفًا لحكومة اليعاقبة، والتي شهدت إعدام ماكسيميليان روبسبير وكذلك رينيه فرانسوا دوما، المدعي العام في محاكمة الأميرة.

## ذريتها
الأميرة ماري كميل غريمالدي أميرة موناكو (22 أبريل 1784 - 8 مايو 1879)؛ تزوجت من رينيه، ماركيز لا تور دو بين، وأنجبا طفلاً.
الأميرة أثينيس غريمالدي أميرة موناكو (2 يونيو 1786 - 11 سبتمبر 1860)؛ تزوجت من أوغست لو تيلير، ماركيز لوفوا، ولم يكن لديهم أي أبناء.
الأميرة دلفين غريمالدي أميرة موناكو (من مواليد 22 يوليو 1788)؛ ماتت صغيرة